# Coup de foudre à Jaipur
Pour plus de détails, voir Fiche technique et Distribution.
Coup de foudre à Jaipur est un téléfilm comico-romantique français coécrit et réalisé par Arnauld Mercadier, diffusé en 2016. Il fait partie de la collection  Coup de foudre à ... sur TF1. Ce téléfilm a été tourné en Inde.

## Synopsis
Anne, jeune avocate à la vie bien ordonnée, s'envole pour l'Inde où elle doit retrouver François, son futur mari et leurs amis pour leur mariage. Son vol est malheureusement détourné à 600 kilomètres de Jaipur à cause d'un incident électronique. Anne engage alors Ravi, un chauffeur de fortune d'origine franco-indienne, pour la mener à bon port. Pour retrouver François, Anne va devoir surmonter bien des galères dans une Inde d'aujourd'hui, à la fois moderne et archaïque.

## Fiche technique
- Titre original : Coup de foudre à Jaipur
- Réalisation : Arnauld Mercadier
- Scénario : Salvatore Lista, Arnauld Mercadier, Frédérique Moreau et Tatiana Werner
- Décors : Namra Parikh
- Costumes : Marité Coutard et Shruti Kapoor
- Photographie : David Quesemand
- Chorégraphe : Denitsa Ikonomova
- Son : Ludovic Escallier
- Montage : Célia Lafitedupont
- Musique : Luc Leroy et Yann Mace
- Production : Benjamin Dupont-Jubien et Mehdi Sabbar
- Société de production : Big Band Story ; TF1 Productions
- Société de distribution : TF1 Diffusion
- Pays d'origine :  France
- Langues originales : français, hindi
- Format : couleur
- Genre : comédie romantique
- Durée : 90 minutes
- Date de diffusion :
  -  France : 19 octobre 2016 sur TF1

## Distribution
- Lucie Lucas : Anne Delorme
- Rayane Bensetti : Ravi
- Cécile Rebboah : Betty Delorme
- Xavier Robic : François
- Frankie Wallach : Mathlide
- Alison Petrier : Zoé
- Delphine Forest : Marie
- Saunskruti Kher : Akuti

## Production
Lucie Lucas et Rayane Bensetti, alors tous deux acteurs dans la série Clem, se retrouvent pour le téléfilm Coup de foudre à Jaipur signé Arnauld Mercadier pour TF1 : « On a l’habitude de tourner ensemble mais sur très peu de temps. C’est des scènes très courtes. Dans la série, on n’est pas souvent ensemble, et là on se retrouve avec les deux rôles principaux. C’est super de retrouver Lucie », rassure le jeune acteur.

## Tournage
Le réalisateur et l'équipe du tournage s'envolent à Jaipur, capitale de l’État du Rajasthan en Inde, entre le 28 février et le 31 mars 2016 : « On s’est bien intégré à l’équipe indienne. Tout ça a fait un super mélange. On revient tous complètement conquis et heureux de cette expérience », raconte Lucie Lucas.

## Accueil

### Festival et diffusion
Coup de foudre à Jaipur est sélectionné et projeté en avant-première le 16 septembre 2016 au Festival de la fiction TV de La Rochelle, avant sa diffusion le 19 octobre 2016 sur la chaîne TF1.

### Accueil critique
Pierre Ancery du Télérama définit que « même si dans ce Coup de foudre aux dialogues pas toujours foudroyants, on finit par succomber au charme et à la drôlerie des interprètes principaux : Lucie Lucas joue à merveille les Parisiennes enquiquineuses mais romantiques, et Rayane Bensetti (…) fait un impeccable lover rajasthani ».
Quant à Emmanuelle Touraine du Télé 7 jours ne semble pas du tout satisfaite : « En dehors du plaisir de voir du pays et d'un numéro de danse Bollywood comme le sémillant Rayane Bensetti  sait en faire, ce coup de foudre sent la bluette. Rien d'électrisant ».

### Audience
Coup de foudre à Jaipur est diffusé le 19 octobre 2016 sur TF1 sous les yeux des 4 540 000 téléspectateurs jusqu'à la fin du générique,  dont la part de marché démontre « 19 % sur les individus de quatre ans et 27 % sur les femmes responsables des achats de moins de cinquante ans ».